# Грастон (Минесота)
Грастон (енгл. Grasston) град је у америчкој савезној држави Минесота.

## Демографија
По попису из 2010. године број становника је 158, што је 53 (50,5%) становника више него 2000. године.
| Група             | 2000.       | 2010.       |
| Белци             | 103 (98,1%) | 155 (98,1%) |
| Афроамериканци    | 0 (0,0%)    | 1 (0,6%)    |
| Азијати           | 0 (0,0%)    | 0 (0,0%)    |
| Хиспаноамериканци | 0 (0,0%)    | 2 (1,3%)    |
| Укупно            | 105         | 158         |